# 유도 (즉비대후)
유도(劉道, ? ~ 기원전 81년)는 전한 중기의 제후로, 조경숙왕의 아들이다.

## 행적
정화 원년(기원전 92년), 즉비후(揤裴侯)에 봉해졌다.
즉비대후 12년(기원전 81년)에 죽으니 시호를 대(戴)라 하였고, 작위는 아들 유존이 이었다.

## 출전
- 사마천, 《사기》 권21 건원이래왕자후자연표
- 반고, 《한서》 권15하 왕자후표 下

| 선대 (첫 봉건) | 전한의 즉비후 기원전 92년 ~ 기원전 81년 | 후대 아들 즉비애후 유존 |